# Dainis Liepiņš
Dainis Liepiņš –en ruso, Дайнис Лиепиньш, Dainis Liepinsh– (13 de agosto de 1962–27 de noviembre de 2020) fue un deportista soviético de origen letón que compitió en ciclismo en la modalidad de pista, especialista en la prueba de persecución individual.
Ganó dos medallas de plata en el Campeonato Mundial de Ciclismo en Pista, en los años 1981 y 1983.

## Medallero internacional
| Campeonato Mundial | Campeonato Mundial     | Campeonato Mundial | Campeonato Mundial         |
| Año                | Lugar                  | Medalla            | Competición                |
| ------------------ | ---------------------- | ------------------ | -------------------------- |
| 1981               | Brno ( Checoslovaquia) | Medalla de plata   | Persecución individual (A) |
| 1983               | Zúrich ( Suiza)        | Medalla de plata   | Persecución individual (A) |